# Man Sagar Lake

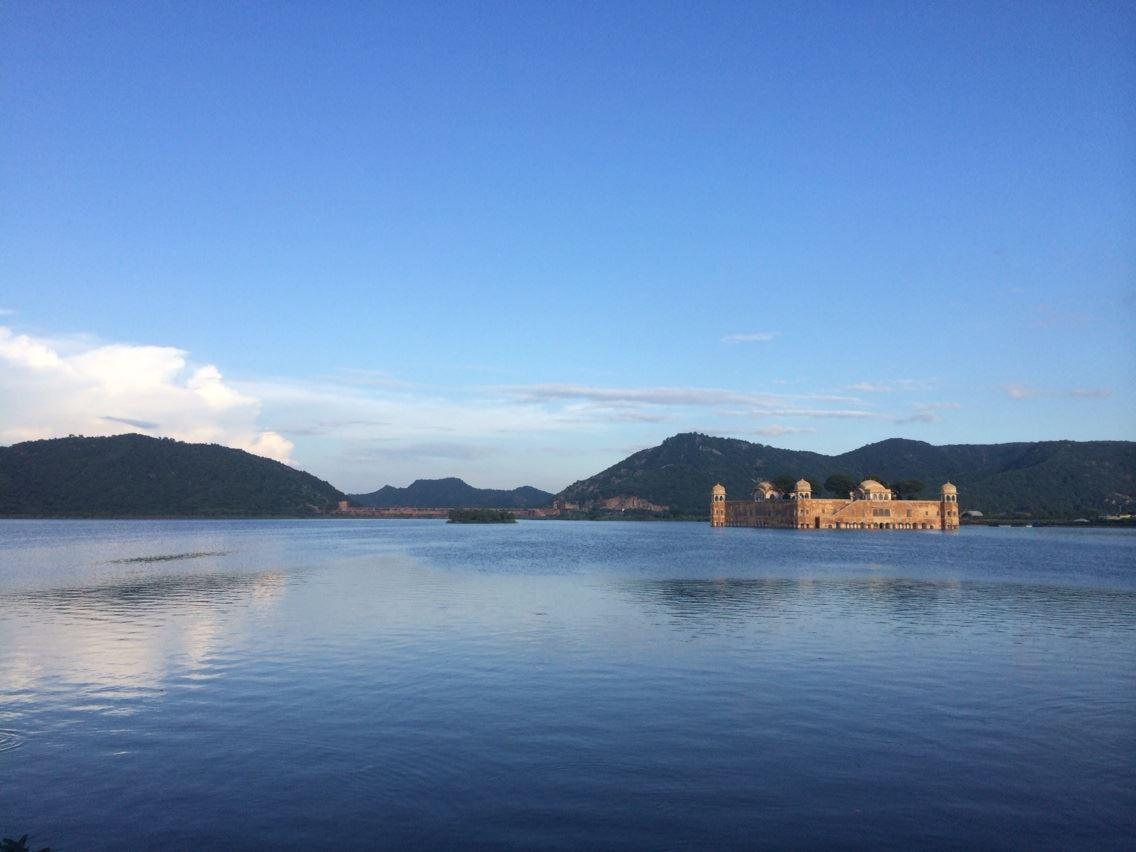
Man Sagar Lake mit Staumauer im Hintergrund

Der Man Sagar Lake (Hindi मान सागर झील Mān Sāgar Jhīl) ist ein von Menschenhand aufgestauter See bei der Stadt Jaipur im indischen Bundesstaat Rajasthan.

## Lage
Der Man Sagar Lake befindet sich etwa 10 km (Fahrtstrecke) nordöstlich des Zentrums von Jaipur auf dem Weg zur alten Palaststadt Amber (oder Amer) in einer Höhe von ca. 417 m ü. d. M.; vom sog. „Palast der Winde“ (Hawa Mahal) sind es nur ca. 3 km.

## Geschichte
Der See wurde im Jahr 1610 auf Betreiben des in Amber residierenden Maharajas Man Singh I. (reg. 1589–1614) angelegt. Zu dem Zweck wurde eine knapp 300 m lange, inzwischen mehrmals erneuerte, Mauer erbaut, die das während der sommerlichen Monsun-Regenfälle von den umliegenden Bergen herabfließende Wasser staute.

## Jal Mahal
Der quadratische, bei Trockenperioden inmitten des maximal nur etwa 4,50 m tiefen Sees erbaute Jal Mahal („Wasserpalast“) entstand erst um das Jahr 1750 auf Betreiben des nunmehr in Jaipur residierenden Maharaja Madho Singh I. (reg. 1750–1768); er diente vorwiegend als „Jagdschloss“ anlässlich der alljährlich stattfindenden Entenjagden. Gegen Ende des 18. Jahrhunderts wurde er von seinem Sohn vergrößert und verschönert. Sein Untergeschoss war wegen des wechselnden Wasserstands niemals nutzbar; der Zugang erfolgte über eine Treppe an der Außenwand.
Der Palast kann nach einem Jahrzehnte dauernden Dornröschenschlaf und umfangreichen Restaurierungsarbeiten zu Beginn des 21. Jahrhunderts wieder von Touristenbooten angefahren werden. In seinem Obergeschoss sind mehrere Souvenirgeschäfte und ein Café untergebracht.

## Wasserqualität
Die Wasserqualität des häufig in den Frühjahrsmonaten Mai/Juni austrocknenden Sees ist – nach den zu Beginn des 21. Jahrhunderts unternommenen Ausschachtungsarbeiten – wieder vergleichsweise gut, da kaum noch ungereinigte Abwässer eingeleitet werden. Auch wurden die Schlamm- und Sandablagerungen der vergangenen Jahrhunderte ausgehoben und zu einer Vogelinsel aufgeschüttet bzw. am Ufer deponiert. Wasservögel wie Enten und Kormorane sind immer noch zu sehen.